# Euchalinus bicingulatus
Euchalinus bicingulatus là một loài tò vò trong họ Ichneumonidae.